# Belambra Clubs
Belambra Clubs est une société par actions, filiale du fonds d'investissement Groupe Caravelle issue d'une scission de l'association VVF. C'est une société holding du secteur des clubs de vacances et des résidences de tourisme proposant des séjours de vacances et de locations en France.
C'est le quatrième intervenant dans ce secteur derrière le Club Med, Pierres et Vacances, Center Parcs et Appart City.

## Historique
En 1959, l'association Village Vacances Famille (VVF) est créée. Celle-ci propose un nouveau concept de vacances pour l'époque : des villages pour des vacances en famille sur le littoral et en montagne en France.
En 1997, l'association VVF crée une société anonyme VVF Vacances pour développer un pôle marchand. 
En 2001, le groupe associatif VVF se scinde en deux pôles : un pôle marchand, et un pôle associatif .
En 2002, une nouvelle scission du groupe VVF est opérée : 69 des sites rejoignent le secteur associatif autour de la marque VVF Villages et 54 sites sont regroupés dans la société commerciale VVF Vacances qui devient Belambra.
VVF Vacances est privatisé en juillet 2006 avec l’arrivée dans le capital de la société d’Acto Finama, filiale de Groupama, qui prend le contrôle en acquérant 55 % du capital. Le reste du capital se répartit entre les salariés (5 %) et la Caisse des dépôts et consignations (40 %).
En 2008, la société change de nom, VVF Vacances devenant Belambra Clubs, et Belambra Développement voit le jour, cette filiale de Belambra est une société d’ingénierie et de portage immobilier rassemblant les activités immobilières du Groupe. 
En 2010 la marque Belambra Business est fondée pour les 18 sites Séminaires & Congrès de Belambra. Belambra s'engage également dans une politique d'internationalisation.
En 2014, Caravelle a conclu un accord pour l’acquisition de la participation majoritaire que détenaient les fonds gérés par ACG Capital (anciennement Groupama Private Equity) et leurs partenaires dans le groupe Belambra. Dans le cadre de cette opération, la Caisse des Dépôts maintient son niveau de détention actuel du capital de Belambra (33,9%).
En 2017, le groupe Caravelle devient l'actionnaire unique. La Caisse des dépôts et consignations quitte l'actionnariat de la SAS Bellambra.
Olivier Colcombet, président de Belambra Clubs cède sa place à Frédéric Le Guen.
Le groupe Belambra est condamné en 2021 pour des conditions de vente abusives,. 
Le Conseil d'État valide en 2023 l'extension contestée d'un village vacances à Trégastel. La participation incidente de deux élus RN, Brice Bernard et Marie Dauchy dans un spot publicitaire de Belambra entraîne le retrait de la vidéo et le rappel par le groupe de son caractère apolitique,.